# Angela Gossow
Angela Nathalie Gossow, nemška death metal vokalistka, * 5. november 1974, Köln, Nemčija.
Angela je vokalistka v švedski skupini Arch Enemy. Pred tem je bila v skupinah Asmodina in Mistress. Je ena redkih ženskih pevk, ki obvladajo »death growl«. Na Angelo so najbolj vplivali Jeffrey Walker, David Vincent, Chuck Billy, John Tardy, in Chuck Schuldiner.

## Diskografija
- Arch Enemy
  1. Wages of Sin (2001)
  2. Burning Angel (2002, EP)
  3. Anthems of Rebellion (2003)
  4. Dead Eyes See No Future (2004, EP)
  5. Doomsday Machine (2005)
  6. Live Apocalypse (2006, DVD)
  7. Revolution Begins (2007, EP)
  8. Rise of the Tyrant (2007)
  9. Tyrants of the Rising Sun - Live in Japan (2008, DVD)
  10. The Root of All Evill (2009)
  11. Khaos Legions (2011)